# حصار جادوتفيل (فلم)
حصار جادوتفيل هو فيلم حربي عرض في عام 2016 من إخراج ريتشي سميث  وكتبه كيفن برودبين. الفيلم إنتاج إيرلندي جنوب أفريقي مشترك، ويستند الفيلم إلى كتاب ديكلان باور، حصار جادوتفيل: معركة الجيش الإيرلندي المنسية، اذ يدور الفيلم حول الدور الإعتباري لوحدة الجيش الأيرلندي خلال محاصرتهم في جادوتفيل أثناء عملية الأمم المتحدة في الكونغو في ايلول عام 1961. 
عُرض الفيلم لأول مرة في مهرجان غالواي السينمائي 2016،  وحصل على توزيع محدود للسينما في أيرلندا في أيلول عام 2016.  كان له توزيع عالمي متزامن على Netflix وفي عدد من دور العرض في الولايات المتحدة خلال تشرين الأول عام 2016.   فاز الفيلم بثلاث جوائز إيرلندية للسينما والتلفزيون، بما في ذلك أفضل مخرج.

## حبكة الفيلم
يبدأ الفيلم بإعدام رئيس الوزراء الكونغولي باتريس لومومبا واندلاع الحرب الأهلية. ومع انفصال ولاية كاتانغا الغنية بالمعادن تحت قيادة مويس تشومبي، عين الأمين العام للأمم المتحدة داغ همرشولد الدبلوماسي كونور كروز أوبراين لرئاسة بعثة حفظ السلام التابعة للأمم المتحدة. أخبر همرشولد بشكل سري كروز أوبراين أن أزمة كاتانغا يمكن أن تؤدي إلى اندلاع الحرب العالمية الثالثة لخطورتها وأمر الدبلوماسي الأيرلندي باتخاذ إجراءات هجومية.
في غضون ذلك، قاد قائد الجيش الأيرلندي آنذاك بات كوينلان سرية مشاة من جنود حفظ السلام الأيرلنديين الذين وصلوا إلى مجمع الأمم المتحدة بالقرب من جادوتفيل. بعد فحص المجمع، توضح لدى كوينلان أن الموقع مكشوف للهجوم المباشر، فأمر رجاله بحفر الخنادق ومواقع القتال الدفاعية تحسبا.
أثناء شراء الطعام في أقرب مدينة، يلتقي كوينلان بالمرتزق الفرنسي رينيه فولك، الذي تم تعيينه من قبل شركات التعدين المتحالفة مع حكومة تشومبي حيث حاول رينيه استفزاز كوينلان من خلال التقليل من خبرته الحربية. بعد ذلك، قام بزيارةمبعوثة المستعمرة البلجيكية الملكية، السيدة لافونجان، التي أخبرته أن جادوتفيل تحتوي على أغنى رواسب اليورانيوم في العالم.
في تلك الأثناء، أمر أوبراين قوات الأمم المتحدة بشن هجوم على المباني الحكومية التي كانت تسيطر عليها الكاتانغا في إليزابيثفيل. ولكن بينما كانت قوات حفظ السلام الهندية تحاول الاستيلاء على محطة إذاعة المدينة، قُتل 30 من مشغلي وموظفي راديو كاتانغا الغير مسلحين بالنيران والقنابل اليدوية. وتلافيا لحدوث كارثة سياسية، أمر أوبراين بأن يتم اخفاء المعلومات وكأن شيئا لم يكن.
ردًا على ذلك، تلقى فولك أوامر بمهاجمة جادوتفيل. فقامت قوات كاتانغا والمرتزقة تحت قيادة فولك بهجوم ومحاصرة القوات الأيرلندية. خلال فترة وقف إطلاق النار القصيرة، طالب فولك عبثًا باستسلام كوينلان.
رفض كوينلان مطالبات الإستسلام، وتعرضت قواته للهجوم بشكل متكرر في موجات هجومية منفصلة من قبل كاتانجي وقوات المرتزقة. دافعت القوة الإيرلندية ببسالة وقتلوا ما مجموعه 300 من الجنود المهاجمين، وجرحوا حوالي 1000 منهم، بينما أصيب حوالي 16 عنصرا من القوة الإيرلندية بجروح فقط دون وقوع قتلى في صفوفهم. وخلال تلك المعارك، تحاول قوات حفظ السلام التابعة للأمم المتحدة الأيرلندية والسويدية والهندية تعزيز السرية "أ" وتوجيه الدعم للقوات الإيرلندية لكن الانفصاليين تصدوا لها ومنعوهم من توفير الدعم العسكري. فشلت محاولة توفير المياه وإجلاء الجنود الجرحى بطائرة هليكوبتر حيث أسقط الانفصاليون المروحية.
بعد العديد من موجات الهجوم الممتدة، أُجبرت القوة الأيرلندية على الاستسلام لقوات فولك بعد نفاد الذخيرة والطعام ومياه الشرب. تم احتجازهم في سجن كاتانغي لمدة شهر تقريبًا، ثم أطلق سراحهم بموجب صفقة تبادل أسرى والسماح لهم بالعودة إلى ديارهم. بعد وصوله إلى الوطن، أبلغ الجنرال ماكنتي القائد كوينلان أن استسلام السرية "أ" يسبب العار للأمم المتحدة وأن كبار المسؤولين يريدون دفن حقيقة الحصار لأسباب سياسية. لم يتم تقدير بسالة الجنود الإيرلنديين وتفهم وضعهم وموقفهم حتى عام 2005 حيث تم مراجعة احداث الحصار واخليت المسؤولية عنهم وتم اعتبارهم جنود مشرفين لوطنهم.

## روابط خارجية
- حصار Jadotville على Netflix
- The Siege of Jadotville  في قاعدة بيانات الأفلام على الإنترنت (بالإنجليزية)